# IC 1928
IC 1928 ist eine Spiralgalaxie vom Hubble-Typ Sab im Sternbild Eridanus am Südsternhimmel. Sie ist schätzungsweise 187 Millionen Lichtjahre von der Milchstraße entfernt und hat einen Durchmesser von etwa 90.000 Lj.
Im selben Himmelsareal befinden sich u. a. die Galaxien NGC 1319, NGC 1325, NGC 1331, NGC 1332.
Das Objekt wurde im Jahr 1899 von DeLisle Stewart entdeckt.